# 陶深駅
陶深駅（トシムえき）は大韓民国京畿道南楊州市瓦阜邑にある、韓国鉄道公社（KORAIL）の駅。
乗り入れている路線は線路名称上は中央線であるが、当駅には広域電鉄の京義・中央線電車のみが停車する。駅番号は「K127」。

## 歴史
- 2007年12月27日 - 中央電鉄線の駅として開業。
- 2008年12月29日 - 急行列車の停車開始。
- 2014年12月27日 - 京義電鉄線（龍山線）が孔徳駅から龍山駅まで開通し、中央電鉄線と直通を開始。同時に双方の路線名を「首都圏電鉄京義・中央線」とする。

## 駅構造
相対式ホーム2面2線の高架駅。

### のりば
| 1 | 京義・中央線 | 八堂・楊平・龍門方面    |
| 2 | 京義・中央線 | 龍山・清凉里 (地上)方面 |

## 利用状況
近年の一日平均利用人員推移は下記のとおり。なお、2007年は開業日の12月27日から12月31日までの5日間の平均である。
| 路線         | 路線     | 2000年 | 2001年 | 2002年 | 2003年 | 2004年 | 2005年 | 2006年 | 2007年 | 2008年 | 2009年 | 出典  |
| ------------ | -------- | ------ | ------ | ------ | ------ | ------ | ------ | ------ | ------ | ------ | ------ | ----- |
| 京義・中央線 | 乗車人員 | 未開業 | 未開業 | 未開業 | 未開業 | 未開業 | 未開業 | 未開業 | 1,519  | 1,717  | 1,982  | [ 1 ] |
| 京義・中央線 | 降車人員 | 未開業 | 未開業 | 未開業 | 未開業 | 未開業 | 未開業 | 未開業 | 1,253  | 1,309  | 1,549  | [ 1 ] |
| 路線         | 路線     | 2010年 | 2011年 | 2012年 | 2013年 | 2014年 | 2015年 | 2016年 | 2017年 | 2018年 | 2019年 | 出典  |
| 京義・中央線 | 乗車人員 | 2,143  | 2,277  | 2,352  | 2,492  | 2,527  | 2,615  | 2,675  | 2,769  | 2,736  | 2,762  | [ 1 ] |
| 京義・中央線 | 降車人員 | 1,749  | 1,919  | 2,049  | 2,201  | 2,198  | 2,219  | 2,251  | 2,285  | 2,333  | 2,231  | [ 1 ] |
| 路線         | 路線     | 2020年 | 2021年 | 2022年 | 2023年 |        |        |        |        |        |        |       |
| 京義・中央線 | 乗車人員 | 2,058  | 2,008  | 2,179  | 2,271  |        |        |        |        |        |        |       |
| 京義・中央線 | 降車人員 | 1,643  | 1,624  | 1,746  | 1,815  |        |        |        |        |        |        |       |

## 駅周辺
- 南楊州陶谷初等学校（朝鮮語版）
- 徳沼高等学校（朝鮮語版）
- 徳沼中学校（朝鮮語版）
- 陶深初等学校（朝鮮語版）
- 徳沼自然史博物館
- ロッテスーパー南楊州陶谷店

## 隣の駅
韓国鉄道公社
 京義・中央線
急行
徳沼駅 (K126) ← 陶深駅 (K127) ← 両水駅 (K130)
緩行
徳沼駅 (K126) - 陶深駅 (K127)  - 八堂駅 (K128)